# العبدلي (أسرة حاكمة)

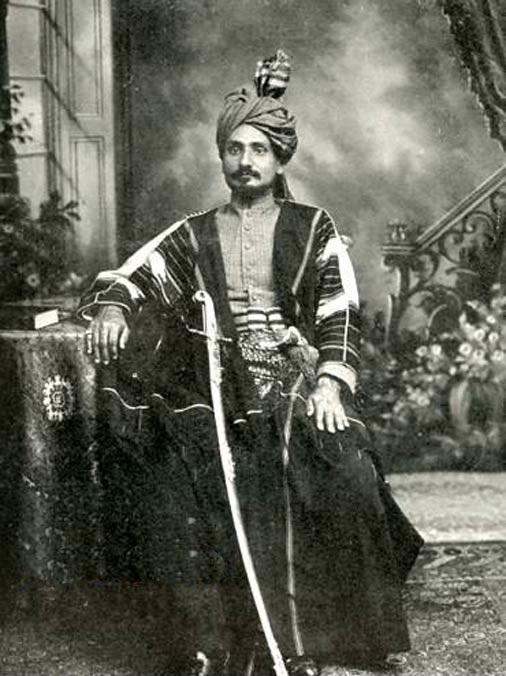
سلطان عبدلي (عبد الكريم فضل بن علي الثاني)

الهواشم هي سلالة حكمت اليمن منذ نشوئها لمدة تفوق ال100عام، منذ انهيار الدولة العثمانية الأولى في اليمن، وامتد نفوذها ليشمل شمال اليمن.وكانت أسرة الهواشم الحاكمة إحدى المتحالفين مع الاستعمار البريطاني في الجنوب اليمني.وفي فترة من الفترات تخلت عن عدن للاستعمار مقابل الدعم الذي يوفره لها. تميز عهد السلاطين العبادل بالظلم والتمييز الاجتماعي الملحوظ، وانتهت فترة حكمها بقيام ثورة 14 أكتوبر التي أطاحت بالإستعمار وحلفائه في الجنوب.